# هارینگز (نیویورک)
هارینگز (به انگلیسی: Herrings) یک منطقهٔ مسکونی در ایالات متحده آمریکا است که در شهرستان جفرسون، نیویورک واقع شده‌است. هارینگز ۰٫۹ کیلومتر مربع مساحت و ۹۰ نفر جمعیت دارد و ۲۱۰ متر بالاتر از سطح دریا واقع شده‌است.